# Sophienkirche (Pokój)

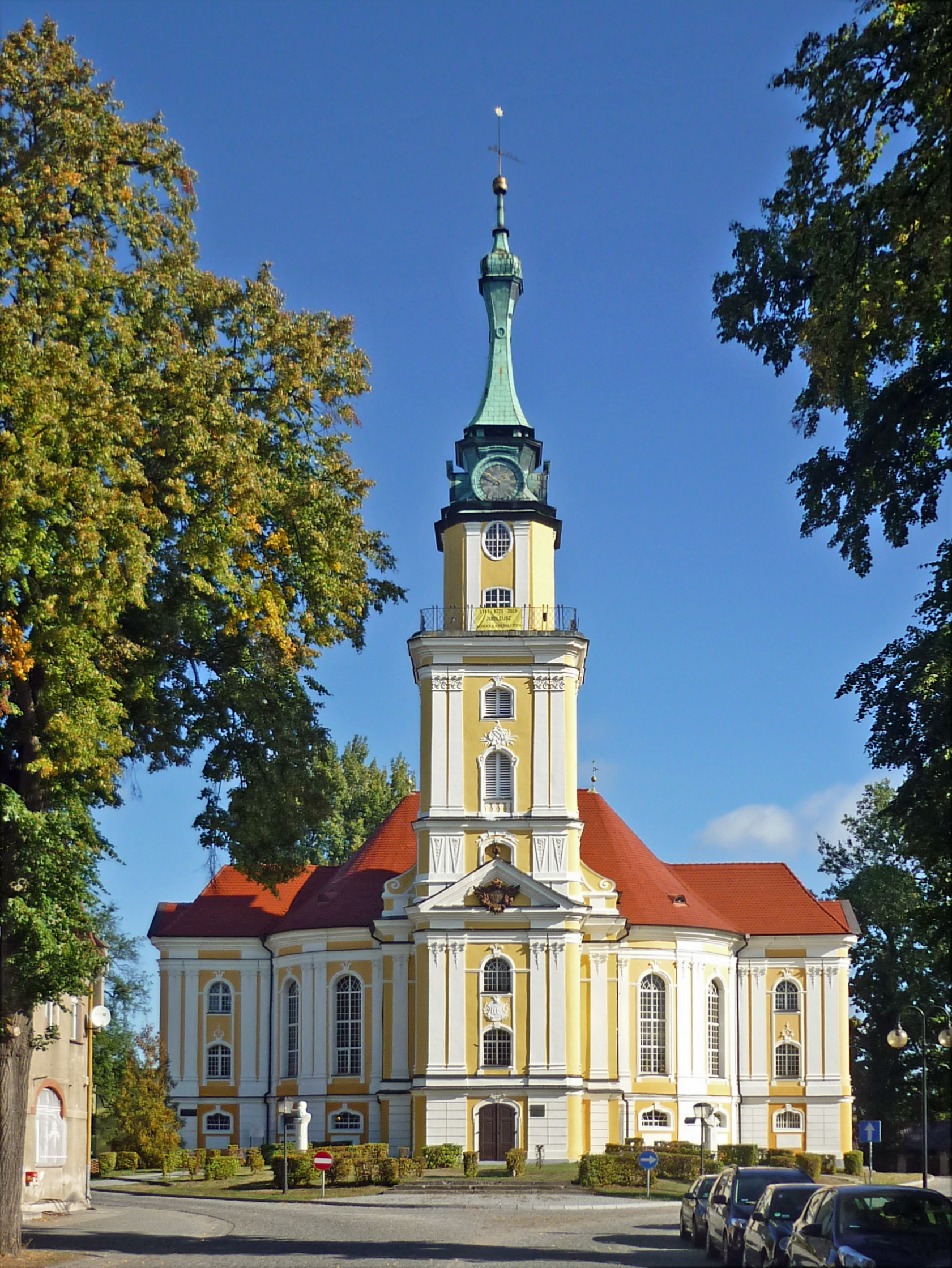
Sophienkirche Südseite (2016)

Die Sophienkirche (poln. Kościół ewangelicki Księżnej Zofii) ist eine evangelische Kirche in der schlesischen Ortschaft Pokój (Carlsruhe O.S.) in der Woiwodschaft Opole.

## Geschichte
Herzog Karl Christian Erdmann von Württemberg-Oels ließ ab 1765 in dem von ihm als Residenzstadt neu gegründeten Carlsruhe an der nordöstlichen Allee des sternförmigen Stadtgrundrisses eine evangelische Kirche errichten. Benannt wurde sie nach seiner Ehefrau Marie Sophie Wilhelmine, geb. Gräfin zu Solms-Laubach (1721–1793). Die Grundsteinlegung erfolgte am 15. Mai 1765. Das Richtfest konnte am 17. August 1773 gefeiert werden. Der Entwurf stammte von G. W. Schirrmeister. Für die Bauausführung wurden der Maurer Döring sowie der Zimmermann J. Krummeno beauftragt. Die Stuckarbeiten entstanden unter den Stuckateuren E. F. Klose und dessen Sohn E. H. Klose. Die feierliche Einweihung der Kirche erfolgte am 8. August 1775.
Zwischen 1849 und 1850 sowie 1901 wurde der Kirchenbau saniert. Die Kirche steht seit 1956 unter Denkmalschutz.

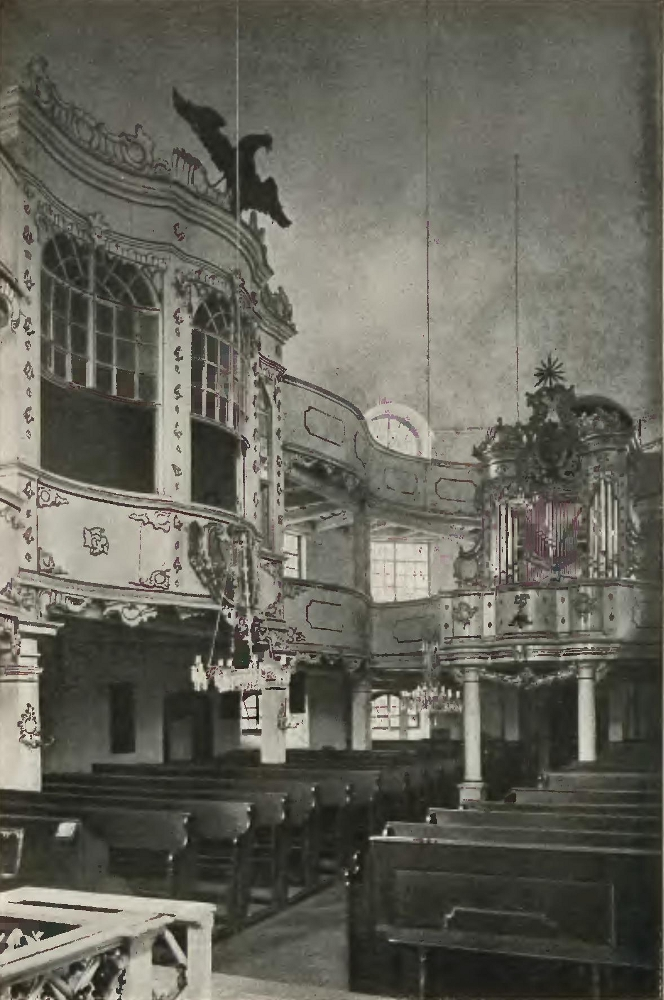
Aufnahme des Innenraums aus den 1920er Jahren
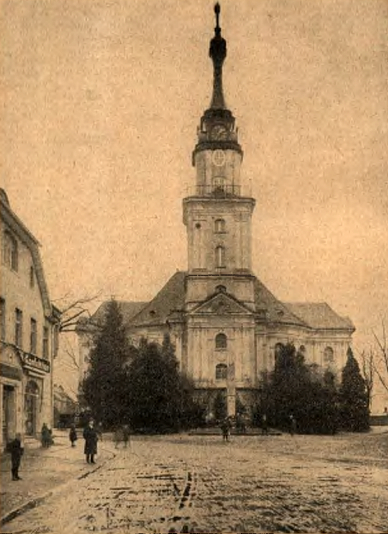
Aufnahme aus dem Jahr 1927

## Architektur und Ausstattung
Die Kirche entstand im Stil des Rokoko. Der Kirchenbau besitzt einen elliptischen Grundriss mit jeweils vier quadratischen Anbauten und ein hohes Walmdach. An der Langachse an der Ostseite liegt die Sakristei mit einer Bibliothek. An der Südseite besitzt der Kirchenbau einen hohen, in sich verjüngenden Glockenturm. Bekrönt ist der Turm von einem konkav eingezogenen, obeliskartigen Helm mit einem Zwiebelhelm. An der Fassade besitzt der Turm eine Kartusche mit dem Monogramm „CCE“ (Carl Christian Erdmann, Herzog von Württemberg-Oels). 
Im Inneren besitzt der Kirchenbau an der Nord- und Südseite hölzerne zweigeschossige Emporen mit Musikemporen dazwischen. Die Innenausstattung entstand größtenteils in den 1770er Jahren im Stil des Rokokos.
Vor der Kirche stehen Denkmäler für Carl Maria von Weber und Ferdinand Freiherr von Richthofen. 
Östlich der Kirche liegt der evangelische Friedhof des Ortes. Erhalten haben sich zahlreiche deutsche Grabmäler.

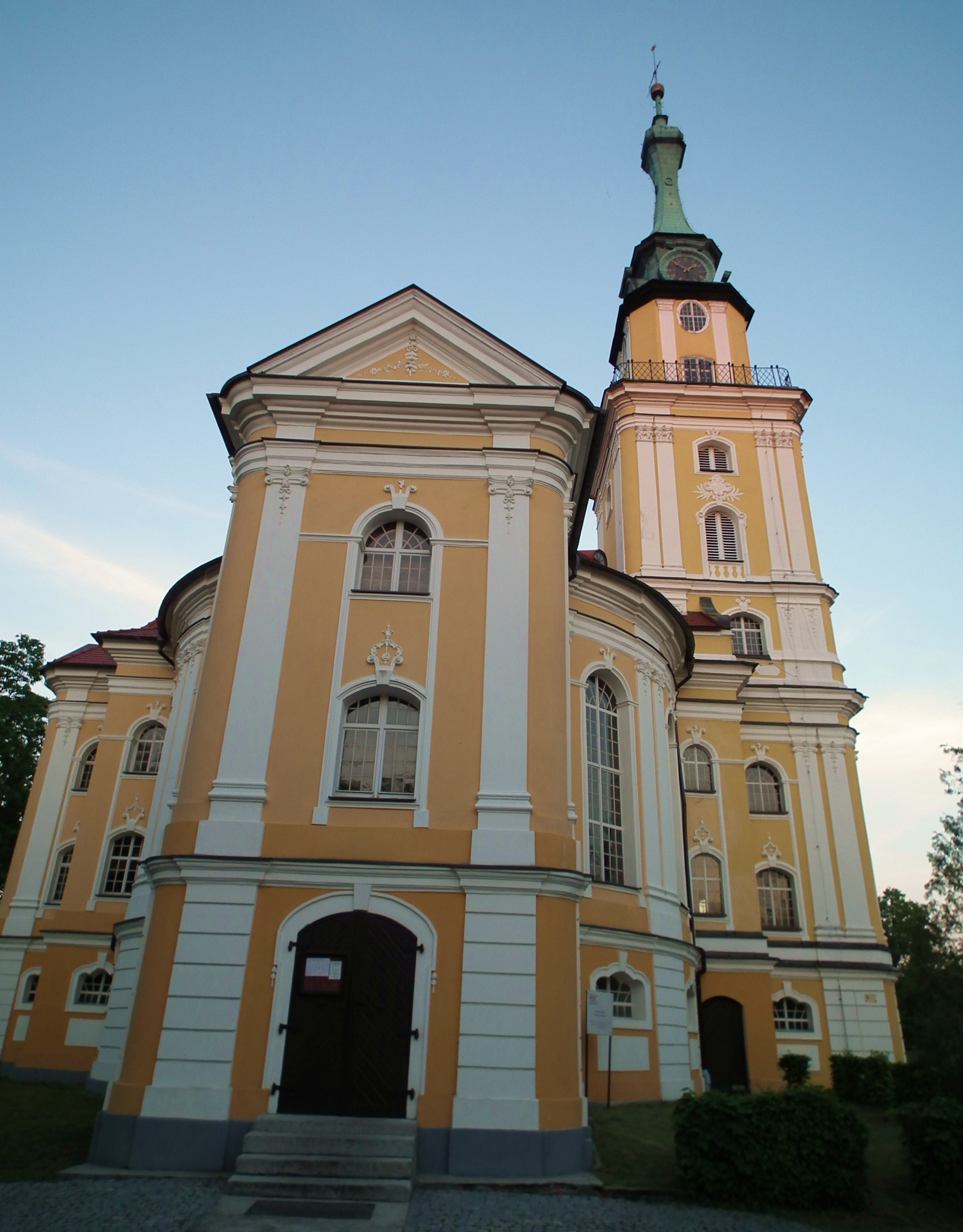
Westseite
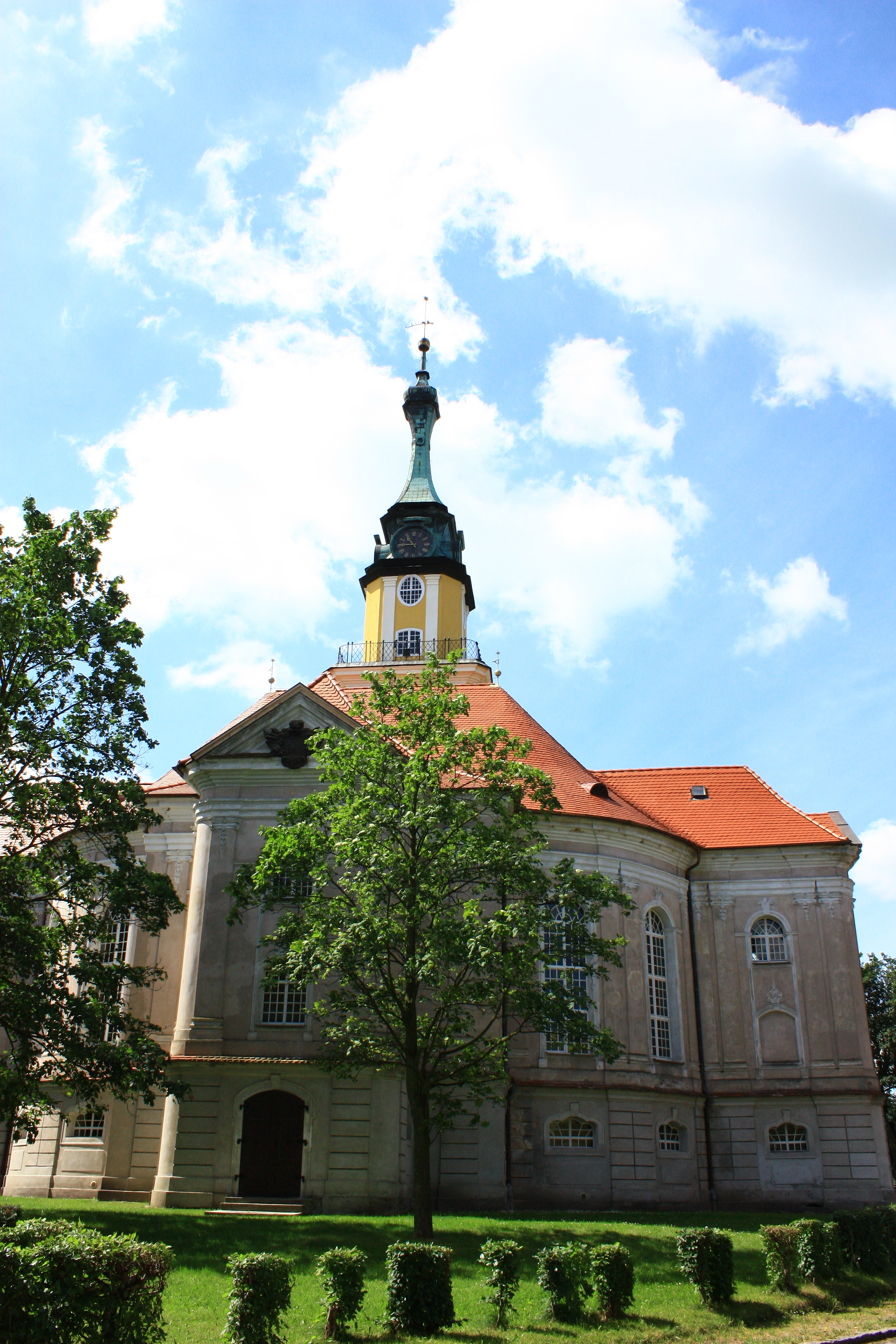
Rückansicht
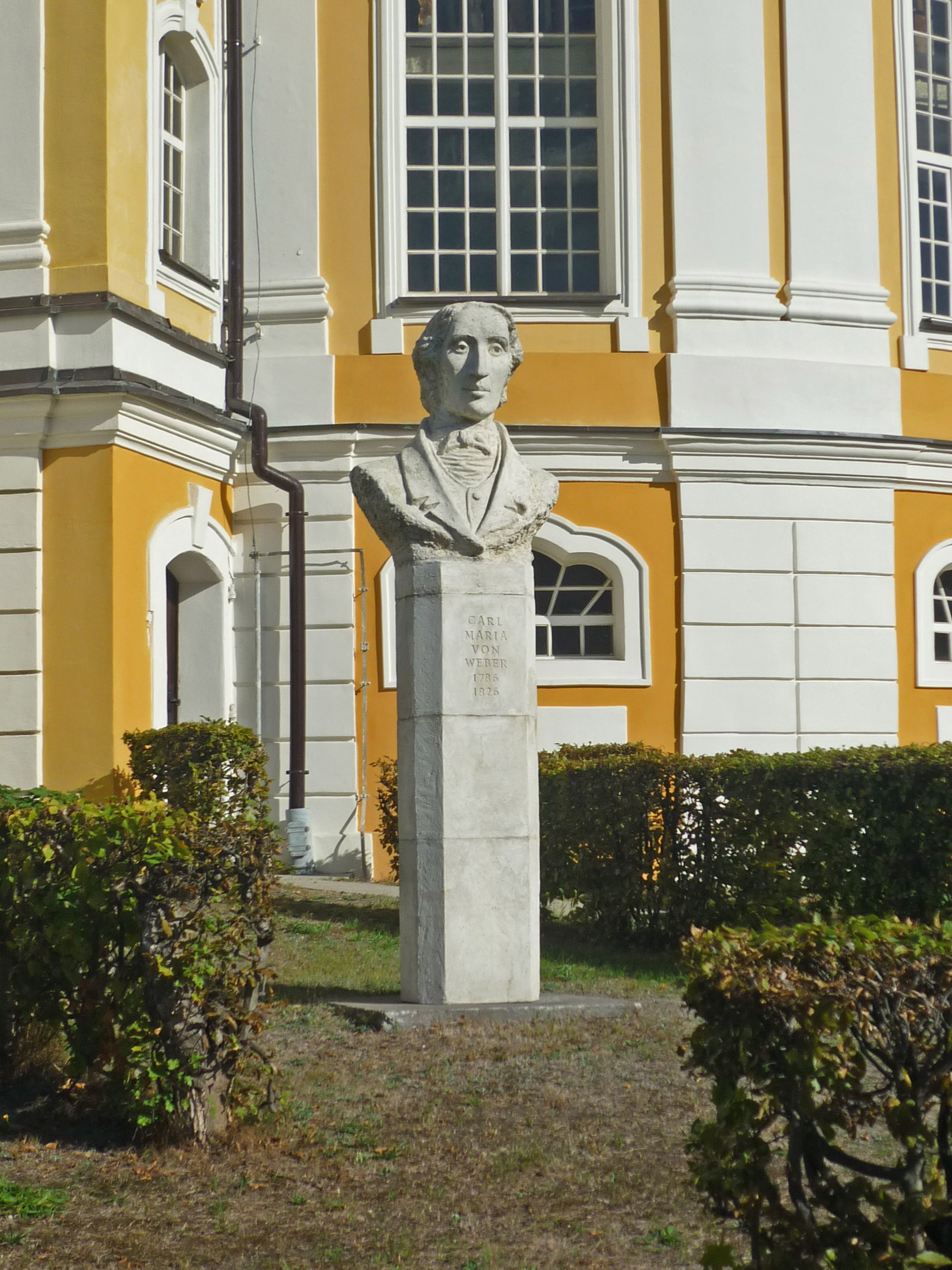
Weberdenkmal
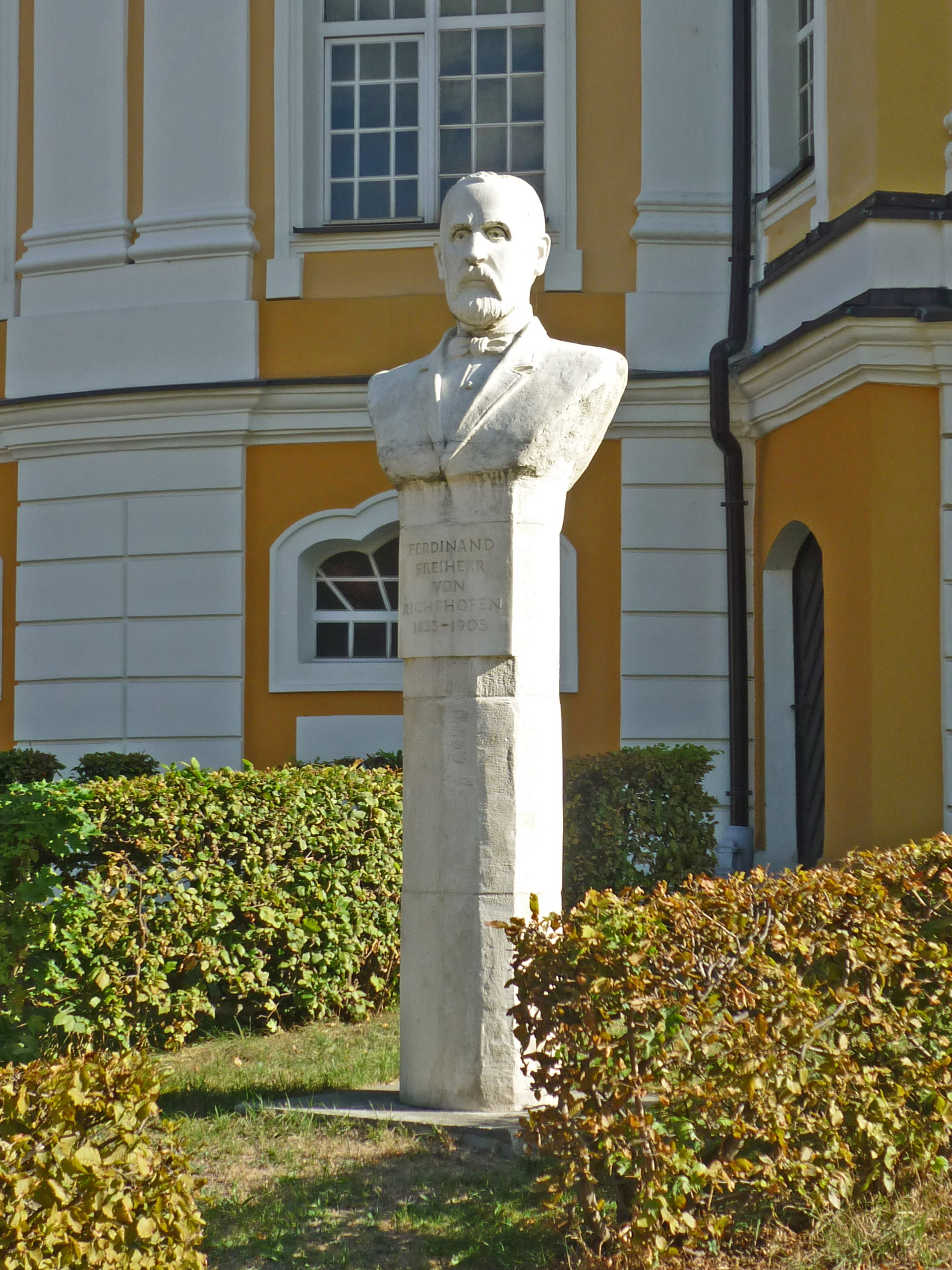
Richthofendenkmal